# Indigofera faulknerae
Indigofera faulknerae är en ärtväxtart som beskrevs av Jan Bevington Gillett. Indigofera faulknerae ingår i släktet indigosläktet, och familjen ärtväxter. Inga underarter finns listade i Catalogue of Life.